# Sankt Andrä am Zicksee
Sankt Andrä am Zicksee é um município da Áustria localizado no distrito de Neusiedl am See, no estado de Burgenland.